# Donjeux (Haute-Marne)
Donjeux ist eine französische Gemeinde mit 381 Einwohnern (Stand 1. Januar 2022) im Département Haute-Marne in der Region Grand Est (vor 2016 Champagne-Ardenne). Sie gehört zum Arrondissement Saint-Dizier und zum Kanton Joinville. Die Einwohner werden Donjeuxois genannt.

## Geographie
Donjeux liegt etwa 28 Kilometer nördlich von Chaumont am Fluss Marne. Umgeben wird Donjeux von den Nachbargemeinden Mussey-sur-Marne im Nordwesten und Norden, Saint-Urbain-Maconcourt im Norden, Vaux-sur-Saint-Urbain im Nordosten und Osten, Doulaincourt-Saucourt im Osten und Südosten, Gudmont-Villiers im Süden und Südwesten sowie Rouvroy-sur-Marne im Westen.

## Bevölkerungsentwicklung
| Jahr                       | 1962 | 1968 | 1975 | 1982 | 1990 | 1999 | 2006 | 2011 | 2018 |
| -------------------------- | ---- | ---- | ---- | ---- | ---- | ---- | ---- | ---- | ---- |
| Einwohner                  | 460  | 438  | 449  | 483  | 452  | 405  | 403  | 368  | 388  |
| Quellen: Cassini und INSEE |      |      |      |      |      |      |      |      |      |

## Sehenswürdigkeiten
- Kirche Saint-Georges
- Schloss